# Lumbrineris oxychaeta
Lumbrineris oxychaeta är en ringmaskart som beskrevs av Gravier 1900. Lumbrineris oxychaeta ingår i släktet Lumbrineris och familjen Lumbrineridae. Inga underarter finns listade i Catalogue of Life.